# Вйонзувка (Підляське воєводство)
Вйонзувка (пол. Wiązówka) — село в Польщі, у гміні Домброва-Білостоцька Сокульського повіту Підляського воєводства.
Населення — 53 особи (2011).
У 1975-1998 роках село належало до Білостоцького воєводства.

## Демографія
Демографічна структура станом на 31 березня 2011 року:
|          | Загалом | Допрацездатний вік | Працездатний вік | Постпрацездатний вік |
| -------- | ------- | ------------------ | ---------------- | -------------------- |
| Чоловіки | 29      | 4                  | 24               | 1                    |
| Жінки    | 24      | 1                  | 19               | 4                    |
| Разом    | 53      | 5                  | 43               | 5                    |